# Младен Караман
Младен Караман (Сплит, 15. јануар 1937 — ?, 18. септембар 1991) српски је зоолог. Отац и мајка, Зора и Станко су такође били познати биолози. Отац је био оснивач и управник првог Природњачког музеја и Зоолошког врта у Скопљу, а мајка професорка на Универзитету. Младен има брата Гордана и сестру Биљану. Године 1940. отац га је заједно са братом послао у Сплит где је живео од 1940. до 1950. године. Ту је завршио основну школу. После завршетка Другог светског рата, Младенови родитељи су се вратили у Сплит. Још тада је заједно са родитељима скупљао биолошки материјал и стицао основна знања о биологији. Од 1950. до 1953. године живео је у Дубровнику, где је ишао у гимназију, а од 1953. године, са породицом прелази у Скопље. Ту завршава гимназију 1956. године. Исте године уписао је студије биологије на Филозофском факултету у Скопљу. Као гимназијалац објавио је рад „Правокрилци околине Скопља“, за који је добио Новембарску награду. Први научни рад је такође написао у гимназији, који је објављен у „Заштити биља“ у Београду. Младен Караман се сем биологијом, интересовао и фотографијом, па је организовао и водио фотоаматерску секцију.
На факултету је написао 13 научних радова. Радови су углавном били о ортоптероидама, али и терестричним изоподним и слатководним раковима и рибама. Дипломирао је 1962. године у Скопљу. Године 1963. преселио се у Приштину, где је на Филозофском факултету изабран за доцента на предмету морфологија и систематика инвертебрата.
Младен Караман је 1964. године у Љубљани одбранио докторску дисертацију „Таксономско–еколошка и зоогеографска студија Orthopteroidea Скопске котлине“. Године 1969. је постао ванредни професор на Катедри за биологију. До тада је објавио још 12 научних радова. У овом периоду је био две године у Хамбургу, на Зоолошком институту. До 1976. године, када се преселио из Приштине у Крагујевац објавио је још 16 научних радова.
У Крагујевцу је постао редовни професор на предмету таксономија и упоредна морфологија инвертебрата на тек основаном крагујевачком одељењу Природно–математичког факултета из Београда. Од 1980. до 1982. године био је декан Природно-математичког факултета у Крагујевцу.
Од 1983. до 1985. године председавао је подружницом Српског биолошког друштва у Крагујевцу.
Преминуо је 18. септембра 1991. године.
Године 1996. основано је Еколошко-истраживачко друштво на ПМФ-у у Крагујевцу које носи његово име.